# Supercoppa turca 2011 (pallavolo maschile)
La Supercoppa turca 2011 si è svolta l'8 ottobre 2011: al torneo hanno partecipato due squadre di club turche e la vittoria finale è andata per la prima volta al Fenerbahçe Spor Kulübü.

## Regolamento
Le squadre hanno disputato una gara unica.

## Squadre partecipanti
| Squadra    | Qualificazione                      | Ultima partecipazione |
| ---------- | ----------------------------------- | --------------------- |
| Arkas      | Vincitrice Coppa di Turchia 2010-11 | Supercoppa turca 2009 |
| Fenerbahçe | Vincitrice Voleybol 1. Ligi 2010-11 | Supercoppa turca 2010 |

## Torneo
| 8 ottobre 2011 Başkent Voleybol Salonu, Ankara Durata: 1h:20 - Spettatori: ? | Fenerbahçe | 3 - 0 | Arkas | 25-17, 25-20, 25-22 |